# Juan Meza
Pour les articles homonymes, voir Meza.
Ne pas confondre avec le mathématicien Juan Meza.
Juan Meza est un boxeur mexicain né le 18 mars 1956 à Mexicali et mort le 20 juillet 2023.

## Carrière
Passé professionnel en 1977, il devient champion du monde des poids super-coqs WBC le 3 novembre 1984 après avoir battu par KO au premier round Jaime Garza. Meza l'emporte ensuite face à Mike Ayala puis perd sa ceinture WBC contre Lupe Pintor le 18 août 1985.